# Peter Hunter Blair
Peter Hunter Blair est un historien britannique, spécialiste de l'histoire de l'Angleterre anglo-saxonne, né le 22 mars 1912 à Gosforth (en) et mort en septembre 1982.

## Biographie
En 1937, il est élu fellow d'Emmanuel College, à l'université de Cambridge, et devient également lecteur assistant dans le département d'études anglo-saxonnes. Il passe la Seconde Guerre mondiale loin de Cambridge, d'abord à Liverpool, puis à Londres. Après la fin du conflit, il devient lecteur à part entière et s'implique fortement dans la vie d'Emmanuel College. Même après sa retraite de l'enseignement, en 1978, il continue à travailler en mettant en ordre les archives du college.
En 1969, il épouse l'auteur de livres pour enfants Pauline Clarke (en).

## Quelques publications
- 1956 : An Introduction to Anglo-Saxon England (réédité en 19?? et 2003)
- 1963 : Roman Britain and Early England: 55 B.C. – A.D. 871
- 1970 : The World of Bede
- 1976 : Northumbria in the Days of Bede
- 1984 : Anglo-Saxon Northumbria